# 奧蒙德 (伊利諾伊州)
奧蒙德（英語：Ormonde）是位於美國伊利諾伊州沃倫縣的一個非建制地區。該地的面積和人口皆未知。

## 地理
奧蒙德的座標為40°51′18″N 90°36′47″W / 40.85500°N 90.61306°W，而該地的平均海拔高度為235米（即771英尺）。